# Mistrzostwa Świata w Tenisie Stołowym 1950
17. Mistrzostwa świata w tenisie stołowym odbyły się w dniach 29 stycznia–5 lutego 1950 roku w Budapeszcie.

## Końcowa klasyfikacja medalowa
| Miejsce | Państwo        | Złoto | Srebro | Brąz | Razem |
| ------- | -------------- | ----- | ------ | ---- | ----- |
| 1       | Węgry          | 2     | 5      | 2    | 7     |
| 2       | Rumunia        | 2     | 1      | 2    | 5     |
| 3       | Anglia         | 2     | 0      | 3    | 5     |
| 4       | Czechosłowacja | 1     | 2      | 7    | 10    |
| 5       | Szkocja        | 1     | 0      | 0    | 1     |
| 6       | Francja        | 0     | 0      | 1    | 1     |

## Medaliści
| Konkurencja                | Złoto                      | Srebro                          | Brąz                                                            |
| gra pojedyncza kobiet      | Angelica Rozenau           | Gizella Farkas                  | Rozsi Karpati Sari Szasz                                        |
| gra pojedyncza mężczyzn    | Richard Bergmann           | Ferenc Soos                     | Ferenc Sidó Ivan Andreadis                                      |
| gra podwójna kobiet        | Helen Elliott Dora Beregi  | Gizella Farkas Angelica Rozenau | Vera Dace Margaret Franks Eliska Fürstova Květa Hrušková        |
| gra podwójna mężczyzn      | Ferenc Sidó Ferenc Soos    | František Tokár Ivan Andreadis  | Ladislav Štípek Bohumil Váňa Vaclav Tereba Josef Turnovsky      |
| gra mieszana               | Ferenc Sidó Gizella Farkas | Bohumil Váňa Květa Hrušková     | Ladislav Štípek Angelica Rozeanu Ivan Andreadis Eliska Furstova |
| konkurs drużynowy mężczyzn | Czechosłowacja             | Węgry                           | Anglia · Francja                                                |
| konkurs drużynowy kobiet   | Rumunia                    | Węgry                           | Anglia · Czechosłowacja                                         |